# Paranocarodes
Paranocarodes is een geslacht van rechtvleugeligen uit de familie Pamphagidae. De wetenschappelijke naam van dit geslacht is voor het eerst geldig gepubliceerd in 1916 door Bolívar.

## Soorten
Het geslacht Paranocarodes omvat de volgende soorten:
- Paranocarodes aserbeidshanicus Ramme, 1951
- Paranocarodes atympanicus Ramme, 1951
- Paranocarodes beieri Ramme, 1951
- Paranocarodes chopardi Peshev, 1965
- Paranocarodes fieberi Brunner von Wattenwyl, 1882
- Paranocarodes opacus Uvarov, 1927
- Paranocarodes straubei Fieber, 1853
- Paranocarodes sulcatus Bolívar, 1912